# معرض المدينة المنورة للكتاب
معرض المدينة المنورة للكتاب معرض تنظمه هيئة الأدب والنشر والترجمة التابعة لوزارة الثقافة السعودية، وهو ضمن مبادرتها "معارض الكتاب في السعودية" الاستراتيجية، وأقيم في نسخته الأولى باسم «معرض المدينة المنورة للكتاب 2022» في مركز الملك سلمان الدولي للمؤتمرات والمعارض في المدينة المنورة في الفترة من 16 يونيو 2022م إلى 25 يونيو 2022م، وأقيم بمشاركة أكثر من 300 دار نشر من أكثر من 16 دولة تعرض أكثر من 60 ألف عنوان بمختلف اللغات، ويعتبر محققًا لمستهدفات رؤية السعودية 2030م.

## نسخ المعرض

### النسخة الأولى 2022
شهد المعرض في نسخته الأولى إقامة نحو 20 ندوة علمية وحوارية تحدث فيها علماء ومفكرون وأكاديميون وأدباء، من أبرزهم المستشار بالديوان الملكي عضو هيئة كبار العلماء الشيخ سعد بن ناصر الشثري، والناقد حمزة بن قبلان المزيني، والروائي الجزائري واسيني الأعرج، والروائية بثينة العيسى، والأديب سلطان العميمي، والكاتب في تاريخ الحضارات سلطان الموسى وغيرهم.
وأقيمت خلال أيام المعرض خمس أمسيات شعرية، استضاف ثمانية شعراء سعوديين وعرب، ونظمت خمس جلسات حوارية تحدث فيها عدد من المؤلفين عن أحدث إصداراتهم الأدبية، ومن أبرز المشاركين الكاتب فهد عامر الأحمدي والروائي طارق إمام والناشر والروائي عبد الوهاب السيد الرفاعي.

### النسخة الثانية 2023
أقيمت في الفترة من 18 - 28 مايو 2023 في المنطقة الجنوبية لمركز الملك سلمان الدولي للمعارض والمؤتمرات بمشاركة أكثر 300 دار نشر سعودية وعربية ودولية. وأكثر من 60 ألف عنوان كتاب، ونخبة من الكُتّاب والأدباء والشعراء والمثقفين من داخل المملكة وخارجها.

### النسخة الثالثة 2024
انطلقت النسخة الثالثة من معرض المدينة المنورة للكتاب في 30 يوليو 2024 حيث تمتد إلى 5 أغسطس 2024، وذلك بمشاركة 300 وكالة عربية وعالمية ودور للنشر تتوزع على 200 جناح، ويقدّم المعرض العديد من الأنشطة والفعاليات الثقافية والفكرية بمشاركة عدد من الأدباء والكتّاب والمثقفين السعوديين والعرب. حيث بلغ عدد زوار المعرض 170 ألف زائر.

### النسخة الرابعة 1447هـ - 2025م
أُطلقت النسخة الرابعة من معرض المدينة المنورة للكتاب 2025 تنظيم من هيئة الأدب والنشر والترجمة تحت شعار «المدينة تقرأ»، خلال الفترة من 29 يوليو الجاري وحتى 4 أغسطس، وذلك في محيط مركز الملك سلمان الدولي للمؤتمرات والمعارض، بمشاركة أكثر من 300 دار نشر ووكالة عربية ودولية، موزعة على أكثر من 200 جناح، وإقامة الفعاليات فيه، وتشمل ورش عمل، وندوات، وجلسات فكرية وحوارية، وأمسيات أدبية وشعرية، بمستويات تراعي تنوع الجمهور واختلاف اهتماماته، لتتحول تجربة المعرض من مجرد زيارة إلى احتفاء حقيقي بالمعرفة والمحتوى، ويتجاوز إطار الكتاب الورقي، ليقدّم منظومة ثقافية تفاعلية تراعي البعد المجتمعي والتعليمي؛ إذ خُصصت منطقة موسّعة للأطفال تضم ستة أركان تربوية وترفيهية، ومسرحًا يوميًا للعروض القصصية والتمثيلية، إضافة إلى ورش عمل لليافعين في مجالات الكتابة الإبداعية والطهي والحِرف اليدوية، ضمن مبادرة "عام الحِرف اليدوية السعودي".